# Arclite 200 1962
Arclite 200 1962 var ett stockcarlopp ingående i Nascar Grand National Series (nuvarande Nascar Cup Series) som kördes 13 april 1962 på den 0,5 mile (804,672 m) långa ovalbanan Columbia Speedway i Cayce, en förort till Columbia i South Carolina. Totalt avverkades 100 miles (160,934 km) fördelat på 200 varv. Banunderlaget var dirt. Loppet vanns av Ned Jarrett i en Chevrolet på tiden 1:45.48 körande för B.G. Holloway. Jarretts snitthastighet uppgick till 56,71 mph. Prispotten uppgick till 4 475 dollar, varav 1 200 dollar gick till segraren.

## Resultat
| Plc     | Nr | Förare          | Team/ bilägare        | Konstruktör | Start | Varv | Ledda varv |
| ------- | -- | --------------- | --------------------- | ----------- | ----- | ---- | ---------- |
| 1       | 11 | Ned Jarrett     | B.G. Holloway         | Chevrolet   | 7     | 200  | i.u.       |
| 2       | 8  | Joe Weatherly   | Bud Moore Engineering | Pontiac     | 1     | 200  | i.u.       |
| 3       | 47 | Jack Smith      | Jack Smith            | Pontiac     | 2     | 198  | i.u.       |
| 4       | 2  | Jim Paschal     | Cliff Stewart Racing  | Pontiac     | 8     | 198  | i.u.       |
| 5       | 48 | G.C. Spencer    | GC Spencer Racing     | Chevrolet   | 10    | 197  | i.u.       |
| 6       | 4  | Rex White       | Rex White             | Chevrolet   | 5     | 197  | i.u.       |
| 7       | 43 | Richard Petty   | Petty Enterprises     | Plymouth    | 6     | 197  | i.u.       |
| 8       | 87 | Buck Baker      | Buck Baker Racing     | Chrysler    | 18    | 195  | i.u.       |
| 9       | 75 | Ralph Earnhardt | Robert Smith          | Pontiac     | 4     | 194  | i.u.       |
| 10      | 60 | Tom Cox         | Ray Herlocker         | Plymouth    | 15    | 186  | i.u.       |
| 11      | 62 | Curtis Crider   | Curtis Crider         | Mercury     | 17    | 185  | i.u.       |
| 12      | 18 | Stick Elliott   | Toy Bolton            | Ford        | 19    | 185  | i.u.       |
| 13      | 86 | Buddy Baker     | Buck Baker Racing     | Chrysler    | 13    | 184  | i.u.       |
| 14      | 19 | Herman Beam     | Herman Beam           | Ford        | 9     | 183  | i.u.       |
| 15      | 1  | George Green    | Jess Potter           | Chevrolet   | 14    | 183  | i.u.       |
| 16      | 34 | Wendell Scott   | Scott Racing          | Chevrolet   | 11    | 166  | i.u.       |
| 17      | 31 | Frank Sessoms   | Gene Stokes           | Studebaker  | 16    | 160  | i.u.       |
| 18      | 6  | Cotton Owens    | Owens Racing          | Pontiac     | 12    | 33   | i.u.       |
| 19      | 25 | Jim Bennett     | Thurman Wilkes        | Ford        | 3     | 27   | i.u.       |
| Källor: |    |                 |                       |             |       |      |            |